# Arroyo de Santos
Der Arroyo de Santos, auch als Cañada de Santos  bekannt, ist ein im Osten Uruguays gelegener Fluss.
Der zum Einzugsgebiet der Laguna Merín zählende Fluss entspringt in der Cuchilla de Cerro Largo. Sein 58 Kilometer langer Verlauf auf dem Gebiet des Departamentos Cerro Largo endet an der Mündung in den Río Tacuarí. Er übt eine wichtige Funktion im Rahmen der Bewässerung des umliegend betriebenen Reisanbaus aus.
→ Siehe auch: Liste der Flüsse in Uruguay